# Sheboygan Red Skins
Sheboygan Red Skins (auch Sheboygan Redskins) war der Name eines US-amerikanischen Basketballfranchise aus Sheboygan, Wisconsin, die von 1938 bis 1949 in der NBL und in der Saison 1949–1950 in der NBA spielte. In der Saison 1950–1951 wechselten die Red Skins in die NPBL und spielten danach noch ein Jahr unabhängig, bevor sich das Team im Jahre 1952 auflöste.

## Geschichte
Die Ursprünge des Teams reichen bis ins Jahr 1933 zurück. 1938 trat das Team unter dem Namen Red Skins der National Basketball League (NBL) bei und spielte dort von 1938 bis 1949. In der Saison 1942–1943 konnte die NBL-Meisterschaft gegen die Fort Wayne Zollner Pistons (heute: Detroit Pistons) errungen werden. Als es im Jahre 1949 zur Fusion der NBL mit der NBA kam, spielten die Red Skins in der Saison 1949–1950 für ein Jahr in der NBA, bevor das kleine Team weichen und größeren Städten den Vortritt lassen musste. Nach dem Ausscheiden aus der NBA spielte das Team in der Saison 1950–1951 noch für eine Saison in der NPBL. Als die NPBL selbst nach nur einer Saison wieder aufgelöst wurde, spielte das Team noch unabhängig, bevor es sich im Jahre 1952 auflöste.

## Saisonstatistik
NBA-Saison
| Saison  | Siege:Niederlagen | Prozent | Play-offs                       |
| ------- | ----------------- | ------- | ------------------------------- |
| 1949/50 | 22:40             | 35,5    | Teilnahme, Halbfinale im Westen |
| gesamt  | 22:40             | 35,5    | 1 × Halbfinale im Westen        |